# Robert Pecl
Robert Pecl (Wenen, 15 november 1965) is een voormalig profvoetballer uit Oostenrijk, die speelde als verdediger. Hij won tweemaal de Oostenrijkse landstitel en speelde 31 interlands voor het Oostenrijks voetbalelftal.

## Clubcarrière
Pecl maakte zijn debuut als profvoetballer bij Rapid Wien tijdens het seizoen 1986/1987. Hij zou er zijn ganse loopbaan blijven voetballen tot hij in 1995 als gevolg van een blessure vroegtijdig zijn loopbaan moest beëindigen. Tijdens de seizoenen 1986/1987 en 1987/1988 was hij met Rapid Wenen twee keer Oostenrijks landskampioen en hij won ook de finale van de Beker van Oostenrijk in 1987 en 1995.

## Interlandcarrière
Pecl speelde 31 keer voor de nationale ploeg van Oostenrijk in de periode 1987-1993. Hij maakte zijn debuut op woensdag 14 oktober 1987 in en tegen Spanje. Met Oostenrijk nam hij deel aan de WK-eindronde van 1990 in Italië, waar hij ook meespeelde in de drie groepswedstrijden. Oostenrijk kwam niet verder dan de groepsfase.

## Erelijst
Rapid Wien
- Oostenrijks landskampioen

1986/87, 1987/88
- Beker van Oostenrijk

1987, 1995